# Bart vs. The Juggernauts
Bart vs. the Juggernauts is een computerspel voor de Nintendo Game Boy gebaseerd op de animatieserie The Simpsons. Het spel werd ontwikkeld door Imagineering en uitgebracht door Acclaim Entertainment in 1992.

## Achtergrond
Bart vs. the Juggernauts werd geïnspireerd door het tv-programma American Gladiators. In het spel bestuurt de speler Bart Simpson, die het opneemt tegen grote gespierde "juggernauts" in verschillende levels. Elk level heeft een centraal doel.

## Levels
- Dr. Marvin Monroe's Hop, Skip and Fry
  - Een vriendschappelijk spelletje basketbal wordt een gevaarlijk gevecht om te overleven door toedoen van de psychiater Marvin Monroe. Bart moet een keer scoren in het doel aan de andere kant van het veld, maar moet daarvoor wel langs de juggernauts en andere gevaren.
- Captain Murdock's Skateboard Bash and Crash
  - Lance Murdock, een bekende waaghals, heeft dit evenement georganiseerd. De deelnemers moeten van een gevaarlijke heuvel afrijden en van een schans springen om zo over een grote put te springen.
- Nuclear Power Plant Bop `Till You Drop
  - Mr. Burns organiseert dit radioactieve evenement in de nucleaire centrale van Springfield. De deelnemer en een juggernaut staan op een klein platform boven een vat met radioactief afval, en moetten elkaar proberen van het platform te duwen met stokken.
- Moe's Tavern Shove Fest
  - Een evenement in Moe's Tavern. De deelnemer neemt het op tegen Snarla, een vrouwelijke juggernaut, en Barney Gumble, de lokale alcoholist.
- Herman’s Military Minefield Mayhem
  - Dit militaire evenement is gelijk aan het gevaarlijkste en meest uitputtende trainingsparcours ooit ontworpen. De deelnemers moeten met een parachute landen terwijl ze messen ontwijken, en daarna door een mijnenveld rennen.
- The Krustyland Hammer Slammer
  - Een variant op de Kop van Jut. Doel is om de juggernauts boven op een paal te houden door ze met een hamer omhoog te slaan.
- The Kwik-E-Mart Doggie Dodge
  - Het laatste level, dat zich afspeelt in de Kwik-E-Mart. Apu heeft zijn winkel gevuld met wilde honden die de speler moet ontwijken om bij de kassa te komen.

## Ontvangst
| Beoordeeld door | Datum         | Score |
| --------------- | ------------- | ----- |
| N-Force         | oktober 1992  | 73%   |
| Power Play      | november 1992 | 61%   |

Homer Simpson · Marge Simpson · Bart Simpson · Lisa Simpson · Maggie Simpson · Abraham Simpson · Patty en Selma Bouvier · Jacqueline Bouvier · Mona Simpson · Santa's Little Helper · Snowball II · Familie Bouvier
Jasper Beardley · Comic Book Guy · Eddie en Lou · Maude Flanders · Ned Flanders · Professor Frink · Barney Gumble · Julius Hibbert · Lionel Hutz · Eerwaarde Lovejoy · Kapitein Horatio McCallister · Hans Moleman · Bleeding Gums Murphy · Apu Nahasapeemapetilon · Mayor Joe Quimby · Dr. Nick Riviera · Agnes Skinner · Cletus Spuckler · Squeaky Voiced Teen · Disco Stu · Moe Szyslak · Kirk Van Houten · Luann Van Houten · Chief Clancy Wiggum
Gary Chalmers · Rod en Todd Flanders · Jimbo Jones · Kearney · Edna Krabappel · Otto Mann · Nelson Muntz · Martin Prince · Seymour Skinner · Milhouse Van Houten · Ralph Wiggum · Groundskeeper Willie · andere studenten
Montgomery Burns · Carl Carlson · Lenny Leonard · Waylon Smithers
Itchy en Scratchy · Kent Brockman · Krusty de Clown · Troy McClure · Rainier Wolfcastle · Radioactive Man
Snake · Kang & Kodos · Sideshow Bob · Fat Tony
Treehouse of Horror
Bart vs. the World · Bart Simpson's Escape from Camp Deadly · The Simpsons Arcadespel · Bart vs. the Space Mutants · Bart's House of Weirdness ·Bart vs. The Juggernauts · Krusty's Fun House · Bartman Meets Radioactive Man · Bart's Nightmare · The Itchy and Scratchy Game · Virtual Bart · Bart and the Beanstalk · Itchy & Scratchy in Miniature Golf Madness · Cartoon Studio · Virtual Springfield · Night of the Living Treehouse of Horror · Bowling · Wrestling · Road Rage · Skateboarding · Hit & Run · The Simpsons Game · The Simpsons: Tapped Out
The Simpsons · The Simpsons Pinball Party
Strips: Simpsons Comics · Bart Simpson serie · Itchy & Scratchy Comics · Bart Simpson's Treehouse of Horror · Futurama/Simpsons Infinitely Secret Crossover Crisis
Tijdschrift: Simpsons Illustrated
Boeken: Bart Simpson's Guide to Life · Family Album · Library of Wisdom · Complete Guides · Planet Simpson · The Simpsons and Philosophy
Actiefiguurtjes: World of Springfield
The Simpsons Movie
Bankgrap ·
Canyonero · 
D'oh! · 
Duff Beer · 
Schoolbordgrap · 